# Oppidum Závist
Oppidum Závist är ett berg i Tjeckien.   Det ligger i regionen Mellersta Böhmen, i den centrala delen av landet, 14 km söder om huvudstaden Prag. Toppen på Oppidum Závist är 387 meter över havet, eller 62 meter över den omgivande terrängen. Bredden vid basen är 1,1 km.
Terrängen runt Oppidum Závist är platt österut, men västerut är den kuperad.Runt Oppidum Závist är det ganska tätbefolkat, med 116 invånare per kvadratkilometer. Närmaste större samhälle är Prag, 14,0 km norr om Oppidum Závist. Trakten runt Oppidum Závist består till största delen av jordbruksmark.